# Sanquhar
Sanquhar, schottisch-gälisch An t-Seann Chathair, „Altes Fort“, ist eine Ortschaft in der Council Area Dumfries and Galloway und hat 2021 Einwohner (Stand 2011).
Sanquhar liegt im Tal des Flusses Nith und an der A76, die die Städte Kilmarnock und Dumfries verbindet.
Offiziell wurde die Stadt 1598 mit einer Royal Charter begründet, doch es finden sich schon aus dem 8. Jahrhundert Siedlungsspuren. In Sanquhar steht auch das älteste Postgebäude der Welt, das im 17. Jahrhundert eröffnet wurde.